# Свистуновка (Луганская область)
Свистуновка (укр. Свистунівка) — село, относится к Сватовскому району Луганской области Украины.
Население по переписи 2001 года составляло 754 человека. Почтовый индекс — 92642. Телефонный код — 6471. Занимает площадь 82,395 км². Код КОАТУУ — 4424087501.

## Местный совет
92642, Луганська обл., Сватівський р-н, с. Свистунівка, вул. Шевченка, 3  (укр.)